# Antagonist (narratologie)
De antagonist is, in de verteltechniek zoals die wordt toegepast in literaire verhalen en in films, de tegenspeler van de protagonist. Beide figuren spelen een hoofdrol in het verhaal.
In de klassieke strijd tussen goed en kwaad is de protagonist gewoonlijk de 'held' van het verhaal en de antagonist is, of vertegenwoordigt, de kwade genius of de 'slechterik'. 
De antagonist van het verhaal probeert het de protagonist moeilijker, of onmogelijk, te maken zijn doel te bereiken. De verteller of scenarist zal over het algemeen bij de lezer of kijker sympathie trachten te wekken voor de 'held' en het tegendeel voor de tegenstander. Het kan echter voorkomen dat de lezer of toeschouwer hiermee op het verkeerde been wordt gezet en de sympathie (geleidelijk of plotseling) verschuift. Dit soort verrassende plots wordt soms toegepast in thrillers en detectiveverhalen.